# Astyanax guianensis
Astyanax guianensis és una espècie de peix de la família dels caràcids i de l'ordre dels caraciformes.

## Morfologia
- Els mascles poden assolir 6 cm de llargària total.[4][5]

## Hàbitat
Viu a àrees de clima tropical (23 °C-27 °C).

## Distribució geogràfica
Es troba a Sud-amèrica: Guaiana i Veneçuela.